# Pedro Jorge Ramos Moreira
Pedro Jorge Ramos Moreira (Lisbona, 16 gennaio 1983) è un ex calciatore portoghese naturalizzato capoverdiano, di ruolo attaccante.

## Palmarès

### Club

#### Competizioni nazionali
- Segunda Liga: 1

Estoril Praia: 2011-2012